# Schwules Museum
Le Schwules Museum (Musée homosexuel) est un musée et un centre d'archives LGBT+ situé à Berlin et qui a ouvert le 6 décembre 1985. Il propose chaque année plusieurs expositions temporaires sur l'histoire et les cultures homosexuelles et queer. Situé pendant 28 ans sur Mehringdamm à Kreuzberg, il a déménagé en mai 2013 sur la Lützowstraße 73 dans le quartier de Tiergarten.
Le Schwules Museum est divisé en plusieurs pôles dont un espace d'exposition, une collection d'œuvres d'art, une bibliothèque comprenant plus de 25 000 ouvrages et près de 2 000 revues, un café et lieu de convivialité, mais aussi un centre d'archives qui abrite environ 1,5 millions de documents écrits.

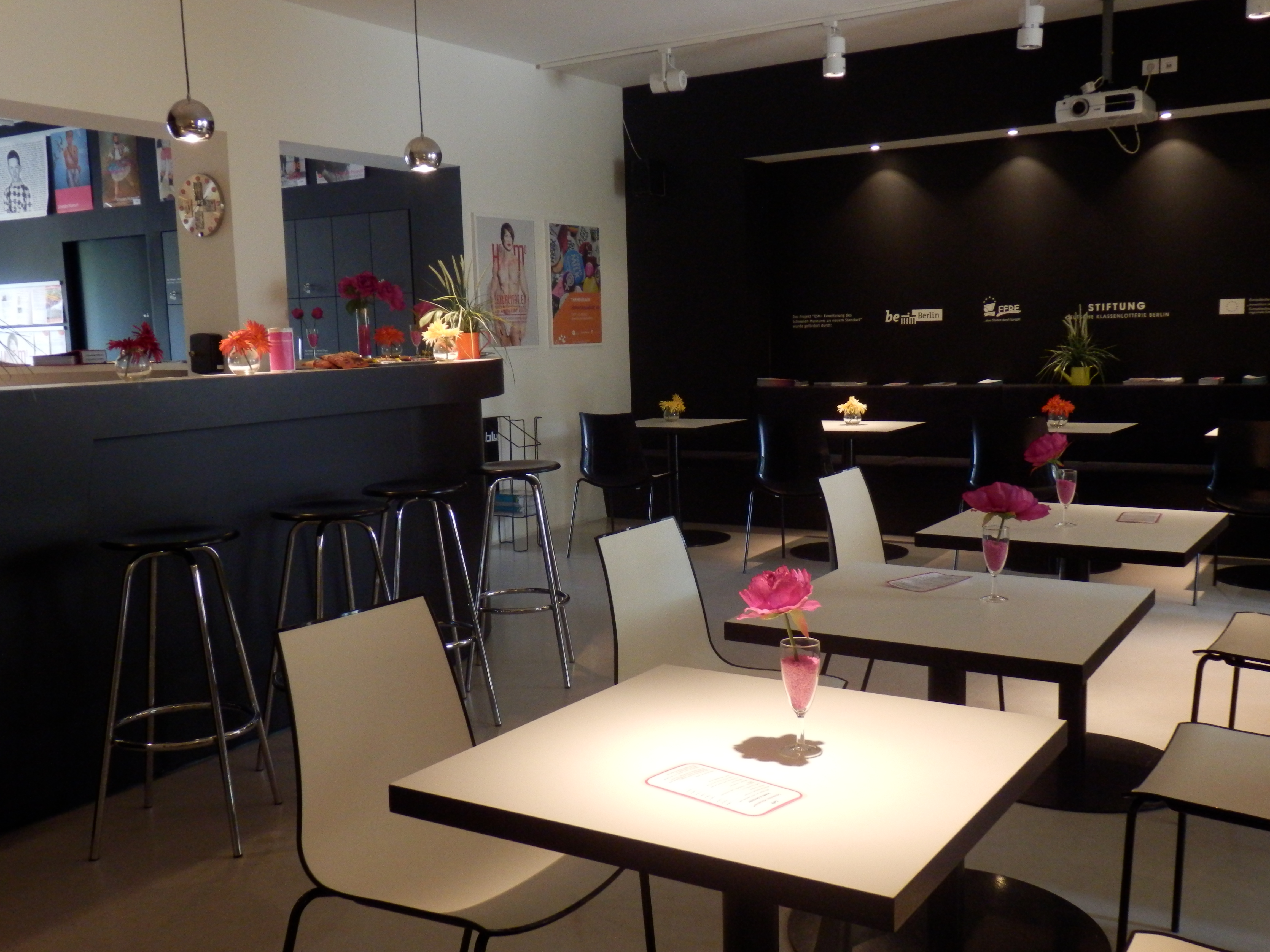
Café du Schwules Museum, 2015

## Histoire
Le point de départ de la fondation du Schwules Museum était une exposition sur la diversité de la vie gay au musée de Berlin (Märkisches Museum) l'été 1984, Eldorado, qui présentait pour la première fois au grand public des recherches récentes sur l'histoire de l'homosexualité. Le succès de cette exposition incita les organisateurs à voir plus loin. En 1985, ils fondent l'association Verein der Freunde eines Schwulen Museums in Berlin e.V., qui ouvre un musée consacré exclusivement aux sujets LGBT, sur Mehringdamm dans le quartier berlinois de Kreuzberg. Le musée se situe au-dessus d'une boîte de nuit gay, et constitue le premier musée gay du monde.
En décembre 2009, le musée a reçu sa première subvention publique d'État, une bourse de deux ans du fonds d'aide à la culture du sénat de Berlin. Cette subvention permettra de réaliser un projet d'élargissement de son champ, pour embrasser d'autres identités sexuelles et de genre que l'homosexualité masculine,, en incluant aussi le lesbianisme et la transidentité.
En mars 2013, le musée ferme à Mehringdamm et déménage dans une ancienne imprimerie, au n°73 de la Lutzowstraße à Berlin-Tiergarten. La surface disponible passe de 600 à 1600 m². 720 m² sont consacrés aux expositions ; le reste des locaux sont utilisés pour les bureaux, les archives et la bibliothèque. Le buste de Magnus Hirschfeld accueille les visiteurs à l'entrée. Les 600 000 € qu'ont nécessité le déménagement ont été en grande partie fournis par le Fonds européen de développement économique et régional. L'ouverture est fixée au samedi 18 mai 2013, le lendemain de la Journée mondiale de lutte contre l'homophobie.

## Expositions
L'exposition permanente ouvre en décembre 2004 et s'intitule Confiance en soi et Persévérance. 200 ans d'histoire homosexuelle. Elle décrit les stratégies, les choix et les difficultés des homosexuels pour mener une vie affranchie et communautaire. La période s'étend alors de 1790 à 1990. Le thème de l'exposition est rapproché de questions d'ordre social et juridique, comme celle du Paragraphe 175 et l'exclusion, la persécution et la répression des homosexuels qu'il a générées, ainsi que les succès du mouvement de libération gay. Cette exposition permanente n'est, depuis, plus montrée au musée dans le cadre de sa programmation pluriannuelle.
Le Schwules Museum monte chaque année plusieurs expositions temporaires. Elles éclairent des périodes ou des développements historiques  particuliers, comme Adieu à Berlin. 100 ans de mouvement gay délocalisée pour l'occasion en 1997 à l'Akademie der Künste à Berlin. L'exposition la Persécution des homosexuels à Berlin de 1933 à 1945, en coopération avec le mémorial de Sachsenhausen avait quant à lui pour thème la discrimination et déportation des homosexuels sous l'Allemagne nazie.
Le musée a aussi présenté une série d'expositions montrant que les stratégies individuelles des homosexuels façonnent leur propre vie, sur des groupes et des associations telles que Der Kreis (le Cercle) ou la Gesellschaft für Reform des Sexualrechts (la société pour la réforme des droits sexuels), avec leurs activités et les personnalités qui y étaient impliquées. Il a poursuivi avec une série d'hommages à des personnalités publiques : Oscar Wilde, Marlene Dietrich, Rainer Werner Fassbinder, Michel Foucault, Thomas Mann, et bien d'autres qui ont joué un rôle influent. Des expositions d'art sont régulièrement proposées, mettant en relation les positions historiques et contemporaines d'artistes.

## Les archives
Le centre d'archives du Schwules Museum comprend plusieurs millions d'artefacts, dont des milliers d'affiches, une collection de revues remontant jusqu'à 1896, mais aussi des photographies, des vidéos, des films et des enregistrements sonores.
Parmi les personnalités qui sont représentées dans ses collections se trouvent l'artiste et activiste David Wojnarowicz, le réalisateur et artiste plasticien Rosa von Praunheim, les photographes Nan Goldin, Annie Leibovitz, Petra Gall, Jürgen Baldiga, Rüdiger Trautsch ou encore Doris Kloster et le collectionneur et designer Eberhardt Brucks.
Depuis 2017, le Schwules Museum fait partie du réseau Queer Search de bibliothèques et centres de documentations LGBTQIA+ dans l'espace germanophone (et Pays-Bas) auquel appartiennent également le Forum Queeres Archiv München (Munich), l'IHLIA LGBTI Héritage (Amsterdam), la Magnus-Hirschfeld-Gesellschaft (Berlin), QWIEN - Zentrum für queere Geschichte (Vienne) ou encore le Schwulenarchiv Schweiz (Zurich).

## Source
- (de) Cet article est partiellement ou en totalité issu de l’article de Wikipédia en allemand intitulé « Schwules Museum » (voir la liste des auteurs).